# Corynoptera diversicalcaria
Corynoptera diversicalcaria är en tvåvingeart som beskrevs av Werner Mohrig 1996. Corynoptera diversicalcaria ingår i släktet Corynoptera och familjen sorgmyggor. Inga underarter finns listade i Catalogue of Life.